# Ivaszaki Júto
Ivaszaki Júto (岩崎 悠人) (Hikone, 1998. június 11.–) japán korosztályos válogatott labdarúgó.

## Klubcsapatokban
A labdarúgást a Kyoto Sanga FC csapatában kezdte. 68 bajnoki mérkőzésen lépett pályára és 3 gólt szerzett. 2019-ben a Hokkaido Consadole Sapporo csapatához szerződött. Később játszott még a Shonan Bellmare és a JEF United Chiba csapatában.

### Válogatottban
A japán U20-as válogatott tagjaként részt vett a 2017-es U20-as labdarúgó-világbajnokságon.